# Kazimierz Lisowski
Kazimierz Lisowski (ur. 26 lutego 1863 w Piotrkowie koło Śremu, zm. 25 września 1935 w Zielonej Górze) – polski rzemieślnik, działacz narodowy.

## Biogram
Kazimierz Lisowski był synem Rocha, chłopa. W rodzinnych stronach wyuczył się zawodu blacharskiego, a w 1890 roku jako mistrz blacharski został zwerbowany do pracy w fabryce wagonów Beuchelta w Zielonej Górze. Nie ma żadnych wiadomości o jego wcześniejszej działalności w Poznańskiem. W Zielonej Górze w tamtejszych zakładach prowadził ożywioną działalność wśród polskich rzemieślników i za to został przez właściciela fabryki zwolniony z pracy. Około 1892 roku otworzył własny warsztat blacharski, a 27 sierpnia 1898 roku utworzył Towarzystwo Rzemieślników Polskich w Zielonej Górze, do którego w chwili powstania należało około 60 osób. Lisowski aż do śmierci był jego prezesem. Opracował Ustawy Towarzystwa, które w 1898 roku zostały wydane drukiem w Poznaniu. Założone towarzystwo zgodnie z Ustawą, która przewidywała, że „członkiem Towarzystwa może zostać każdy nieposzlakowany Polak”, skupiało nie tylko rzemieślników. Lisowski będąc prezesem osobiście zajmował się kolportażem prasy polskiej, którą sprowadzano z Poznania, oraz prowadził polską bibliotekę. Był inicjatorem wystawiania sztuk polskich, organizowania akademii z okazji świąt narodowych, odczytów o tematyce historycznej wygłaszanych przez poznańskich uczonych oraz kursów języka polskiego. Po wybuchu powstania wielkopolskiego w 1918 roku Lisowski wraz z innymi działaczami Towarzystwa wśród zielonogórskich Polaków organizował zbiórki pieniężne, pomagał w przemycie broni do Wielkopolski oraz przerzucie ochotników. Kiedy policja niemiecka wpadła na trop konspiracyjnej działalności politycznej Towarzystwa, Lisowski został zmuszony do ukrywania się aż do chwili amnestii w 1921 roku. Kiedy w Zielonej Górze 2 stycznia 1923 roku powstał oddział Związku Polaków w Niemczech, Lisowski został jego wiceprezesem. Z inicjatywy Kliksa i Lisowskiego oddział zielonogórski utrzymywał kontakty z I Dzielnicą Związku Polaków w Niemczech we Wrocławiu.
W roku 1932 próbowali obydwaj założyć w Zielonej Górze szkołę polską, ale władze niemieckie nie wyraziły na to zgody, mimo sprowadzenia z Wielkopolski polskiego nauczyciela. Kiedy Hitler doszedł do władzy, wobec Lisowskiego rozpoczęły się represje władz policyjnych. Wzmogły się one, kiedy zaczął występować przeciw dekorowaniu domów z okazji świąt nazistowskich.
Z małżeństwa z Bertą z domu Kube miał dwie córki, Helenę i Antoninę, oraz syna Edmunda. Zmarł 25 września 1935 roku w siedzibie zielonogórskiego gestapo w czasie przesłuchania, według wersji policyjnej na atak serca.

## Upamiętnienie

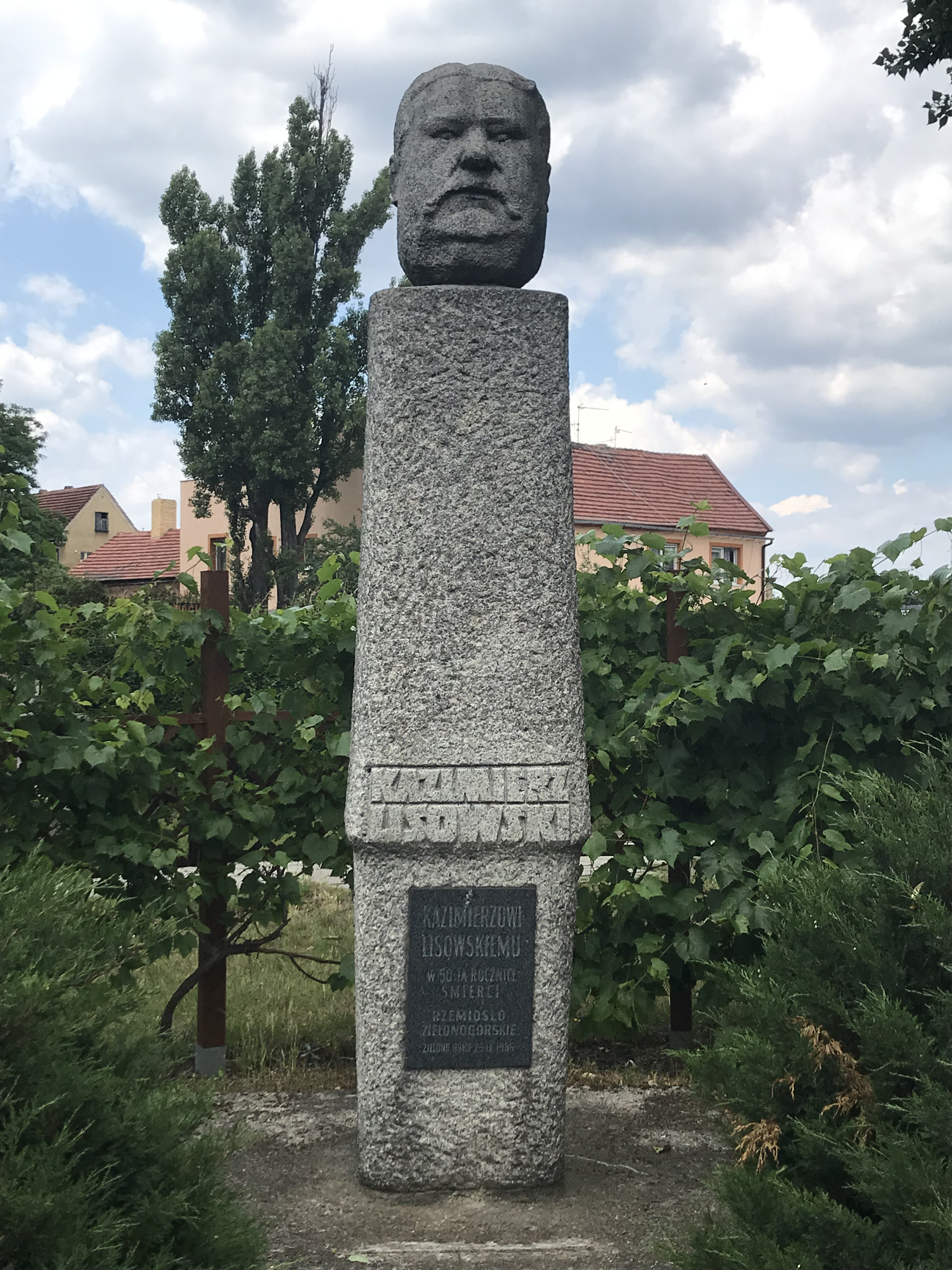
Pomnik Kazimierza Lisowskiego w Zielonej Górze

- w 1959 jedną z ulic w centrum miasta nazwano jego imieniem i nazwiskiem
- w 1985 w 50. rocznicę śmierci Rzemiosło Zielonogórskie ufundowało pomnik Kazimierza Lisowskiego